# Sulla scena del delitto: Il caso del Cecil Hotel
Sulla scena del delitto: Il caso del Cecil Hotel (Crime Scene: The Vanishing at the Cecil Hotel) è una docu-serie statunitense del 2021.

## Trama
La docu-serie racconta la morte di Elisa Lam, avvenuta all'interno del Cecil Hotel nel 2013.
Elisa Lam era una studentessa canadese di origine cinese morta in circostanze non chiare nel febbraio 2014. Durante la sua permanenza in California, il corpo di Elisa Lam venne ritrovato al Cecil Hotel.
Joe Berlinger nel documentario cerca di chiarire tutte le controversie riguardanti la morte di Lam, così come altri omicidi e casi simili avvenuti al Cecil Hotel. Il documentario esplora anche le teorie del complotto che circondano il caso e l'attenzione che ha attirato su Internet l'evento.
Più in dettaglio, il primo episodio dà una panoramica storico/sociale del Cecil Hotel, sottolineandone l'aura negativa. Il secondo e terzo mostrano l'attività di alcuni youtuber che prendono per buone alcune teorie del complotto fino ad accusare della morte di Elisa Lam un ragazzo metallaro. Nell'ultimo episodio vengono confutate le varie teorie, evidenziando come gli youtuber, avallandole, abbiano creato seri problemi a Morbid Blackstar (Pablo Vergara), il metallaro da loro accusato dell'omicidio; viene infine spiegato che Elisa Lam aveva smesso di assumere gli psicofarmaci e che questo l'ha fatta sprofondare in un delirio psicotico che l'ha portata alla morte.

### Intervistati
- Viveca Chow
- Judy Ho
- Artemis Snow
- Kim Cooper
- Josh Dean
- Greg Kading
- Santiago Lopez
- John Lordan
- Tim Marcia
- Doug Mungin
- Amy Price
- Jason Tovar

## Puntate
| Stagione       | Episodi | Pubblicazione USA | Pubblicazione Italia |
| -------------- | ------- | ----------------- | -------------------- |
| Prima stagione | 4       | 2021              | 2021                 |

## Promozione
Il trailer è stato distribuito l'11 febbraio 2021.

## Distribuzione
La serie è uscita sulla piattaforma di streaming Netflix il 10 febbraio 2021.

## Accoglienza

### Critica
Sull'aggregatore di recensioni Rotten Tomatoes ottiene il 54% delle recensioni professionali positive, con un voto medio di 5,3 su 10 basato su 26 critiche, mentre su Metacritic 51 su 100, su 10 recensioni.